# Bamse i E-mol
Bamse i E-mol er en eksperimentalfilm fra 1989 instrueret af Laila Hodell og Søren Danielsen.

## Handling
Indholdet i filmen er en række erindringsbilleder, fra femårsalderen, en billedrig tid. Jeg får lyst til at beskrive stemningen med et INKA-indiansk digt, genfortalt af Vagn Lundbye: 'Jeg blev født som en blomst på marken - som et træ blev jeg elsket som ung - jeg blev stor og voksede mig gammel - men nu visner jeg lettet og tung'. Filmen er for børn og deres voksne.